# Ramona Strugariu
Ramona Victoria Strugariu (ur. 6 sierpnia 1979 w Bârladzie) – rumuńska polityk i prawniczka, posłanka do Parlamentu Europejskiego IX kadencji.

## Życiorys
W 2002 ukończyła studia prawnicze na Uniwersytecie Aleksandra Jana Cuzy w Jassach, a w 2009 uzyskała magisterium z prawa europejskiego na tej uczelni. Pracowała jako koordynatorka i menedżerka projektów, m.in. w organizacji pozarządowej Global Volunteers i fundacji Fundaţia pentru Promovarea Sancţiunilor Comunitare. Później była szefem gabinetu i doradczynią w Europarlamencie.
Dołączyła do ugrupowania PLUS Daciana Cioloșa, została jego koordynatorką regionalną. W 2019 z listy współtworzonej przez tę partię oraz Związek Zbawienia Rumunii uzyskała mandat posłanki do Parlamentu Europejskiego IX kadencji. W 2022 została tymczasową współprzewodniczącą nowej partii Daciana Cioloșa pod nazwą REPER. W 2023 wybrano ją na współprzewdoniczącą ugrupowania; partią tą kierowała do 2025.